# Charity Ekezie
Charity Ekezie (Nigeria, 24 juli 1991) is een Nigeriaans journalist en influencer op TikTok met meer dan 2 miljoen volgers. Ze staat bekend als iemand die op sarcastische wijze misvattingen over Afrika corrigeert.

## Jeugd en opleiding
Ekezie bracht een groot deel van haar vroege jeugd door in Douala, Kameroen. Ze heeft twee jongere broers. Na het afronden van de basisschool verhuisde ze in 2001 terug naar Nigeria om haar middelbare schoolopleiding te volgen. Vervolgens studeerde ze aan de Nnamdi Azikiwe University in de staat Anambra, waar ze in 2012 haar masters haalde in massacommunicatie en journalistiek.

## Carrière
Ekezie werkte drieënhalf jaar bij een radiostation. Ze had ook enkele online bedrijven, die sinds 2020 inactief zijn.
Vanwege verveling, veroorzaakt door de coronapandemie, kwam ze in aanraking met TikTok. Haar eerste viral video (een filmpje dat 'voraal ging'; in korte tijd zeer populair werd) was een video waarin ze traditionele kleding uit verschillende Afrikaanse landen toonde. Toen ze racistische opmerkingen over de video ontving, besloot ze er sarcastisch op te reageren. Sindsdien is Ezekies inhoud van Ekezie grotendeels gericht op het sarcastisch corrigeren van misvattingen over Afrika. Ekezie heeft TikTok bekritiseerd omdat het bedrijf zijn Creator Fund-programma niet heeft uitgebreid naar Afrikaanse gebruikers, wat betekent dat Afrikaanse TikTokkers geen geld kunnen verdienen met hun video's.
Vanaf januari 2023 bevond 60% van Ekezie's volgers zich in de Verenigde Staten. In juli 2022 had Ekezie 1,2 miljoen volgers; in februari 2023 was dit aantal gestegen tot meer dan 2 miljoen.
Ekezie heeft gezegd dat ze in de toekomst terug wil keren naar de journalistiek.

## Prijzen en erkenning
- In december 2022 telde de onafhankelijke Amerikaanse radiozender NPR Ekezie als een van hun beste wereldwijde TikTok-accounts.[6]
- In januari 2023 werd Ekezie uitgeroepen tot tweede plaats voor de 'TikTok's Top Creator 2022 Sub-Saharan Africa Award'.[7]

## Privéleven
Ekezie spreekt vloeiend Engels en Frans. Ze heeft haar hele leven last van angst, als gevolg van pesten.
Sinds 2022 woont ze in Abuja, Nigeria.